# T7 RNA polimerasi

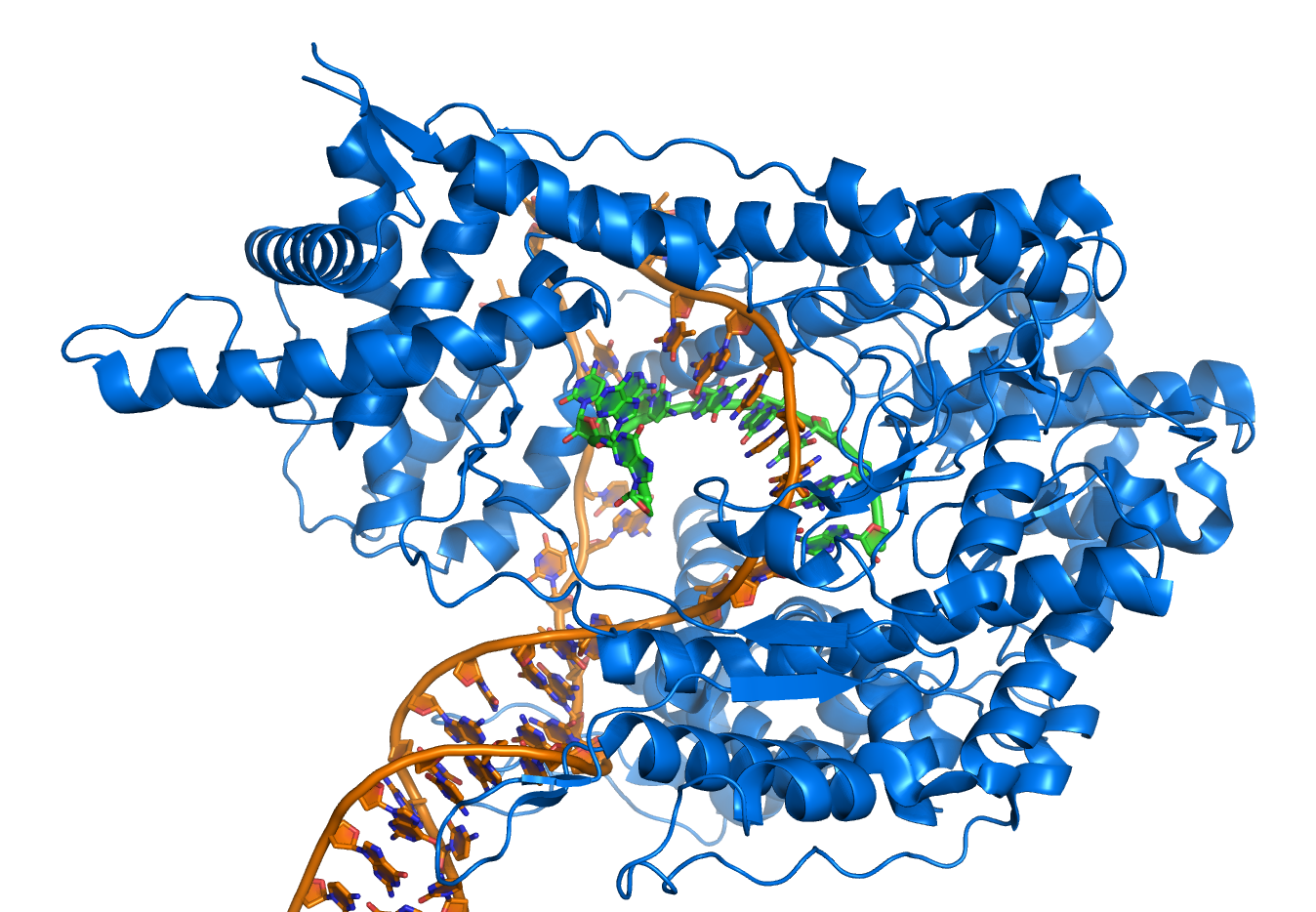
Una T7 RNA polimerasi (blu) mentre produce una molecola di mRNA (verde) a partire da uno stampo di DNA (arancione).

La T7 RNA polimerasi è una RNA polimerasi (numero EC 2.7.7.6) che catalizza la formazione di RNA in senso 5'→ 3'. La T7 polimerasi è estremamente specifica nel riconoscimento del promotore e trascrive solo DNA proveniente da fago T7, un virus che infetta solo batteri, o DNA contenente promotori di T7. La T7 polimerasi ha un peso molecolare di 99 kDa. 

## Confronto con altre polimerasi
La T7 polimerasi, come la maggior parte delle altre polimerasi, richiede anche uno stampo di DNA e ioni Mg2+ come cofattori per la sintesi di RNA. L'enzima è fortemente stimolato dalla presenza di albumina di siero bovino (BSA) o da spermidina. A differenza delle RNA polimerasi batteriche, la T7 polymerase non è inibita dall'antibiotico rifampicina. 

## Utilizzi
La T7 polimerasi è comunemente usata per trascrivere DNA clonato in vettori contenenti due promotori fagici con orientamenti opposti. L'RNA può essere così sintetizzato selettivamente da entrambi i filamenti del DNA inserito con differenti polimerasi. Con questo sistema è possibile ottenere filamenti di RNA a singolo filamento marcati in modo omogeneo.